# Clyde Geronimi
Clyde Geronimi (ur. 12 czerwca 1901 w Chiavenna we Włoszech, zm. 24 kwietnia 1989 w Newport Beach w Stanach Zjednoczonych) – amerykański reżyser filmów animowanych pochodzenia włoskiego, znany z pracy dla Walt Disney Pictures.

## Życiorys
Urodził się we Włoszech, ale jako małe dziecko wyemigrował do Stanów Zjednoczonych. Technikę pracy na polu animacji poznawał początkowo w J.R. Bray Studios, gdzie pracował m.in. z Walterem Lantzem. W 1931 opuścił dotychczasowego pracodawcę i związał się z wytwórnią Walta Disneya, w której pracował do 1959. Początkowo pracował w dziale krótkometrażowych filmów animowanych, na początku jako animator. Z czasem otrzymał stanowisko dyrektora. Za film Pluto i kotek z 1941 zdobył Oskara przyznanego na 14. ceremonii wręczenia Oscarów w 1942.
Po zakończeniu II wojny światowej przeszedł do działu pełnometrażowych filmów animowanych, gdzie był jednym z bardziej znaczących reżyserów (Kopciuszek, Alicja w Krainie Czarów, Piotruś Pan, Zakochany kundel, Śpiąca królewna, 101 dalmatyńczyków).
W 1959 opuścił studio Disneya, przez pewien czas pracował w telewizji (głównie w UPA), gdzie m.in. reżyserował wiele odcinków Spider-Mana (1967). W późnych latach 60. zakończył pracę przy produkcji filmów animowanych, przez pewien czas zajmował się wykonywaniem ilustracji do książek dla dzieci.
Zmarł 24 kwietnia 1989, w wieku 87 lat, w swoim domu w Newport Beach w Kalifornii.